# Малая Чёрная (приток Чёрной, впадающей в Исетское озеро)
Ма́лая Чёрная — малая река на Среднем Урале, протекающая по землям муниципального округа Первоуральск и Невьянского муниципального округа Свердловской области России. Правый приток Чёрной.

## География
Река Малая Чёрная протекает в горно-лесистой части восточного склона Среднего Урала и впадает в реку Чёрную в 11 километрах к северо-западу от истока Малой Чёрной и на таком же расстоянии от устья реки Чёрной по её течению. В нижнем течении данной реки расположен посёлок Аять. Длина реки — 16 километров.

### Притоки
Притоки Малой Чёрной, за исключением безымянных, от устья:
- Крутишка (правый);
- Полуденка (правый).

### Русло
Река Малая Чёрная начинается мелким ручейком на северо-восточном склоне горы Котёл, в одном километре от вершины горы, в берёзово-сосновом лесу. Через гору Котёл и соседние вершины проходит водораздел Уральских гор.
Спускаясь с гор на восток и затем на юго-восток, река Малая Чёрная протекает через болото и приблизительно в трёх километрах от истока принимает безымянный приток, который тоже начинается на горе Котёл и течёт сонаправленно с Малой Чёрной. Примерно через 2 километра по течению реки на высоте 305 метров над уровнем моря она принимает справа ещё один приток — реку Полуденку, а ещё через 2 километра — правый безымянный приток.
Далее Малая Чёрная после устья безымянного притока постепенно поворачивает на север-северо-восток. В этой местности проходят лесные дороги, а через реку Малую Чёрную есть броды. Далее реку пересекает высоковольтная линия «ВЛ 500 кВ Южная — Тагил», после которой вновь начинается хвойный  лес. К северу от высоковольтной рядом с рекой проходит лесная дорога сначала по правому, затем по левому берегу.
Протекая между гор, Малая Чёрная вновь принимает правый приток — реку Крутишку, а ещё через 1 километр по течению Малой Чёрной она пересекает границу между муниципальным округом Первоуральск и Невьянским муниципальным округом. Ниже по течению на реке расположен брод, а идущая рядом дорога вновь выходит на правый берег. Далее река принимает левый приток и течёт преимущественно на север, до посёлка Аять.
В Аяти река Малая Чёрная поворачивает на северо-восток и протекает в южной части посёлка, которую делит пополам: на правом берегу находятся Заречная улица и малая часть улицы Химиков, на левом — бо́льшая часть улицы Химиков и улица Дружбы. Здесь есть брод, один пешеходный и один автомобильный мосты через реку. 
К реке выходит Набережная улица, а затем её пересекает дорога, на которой возведён мост. Далее через Малую Чёрную проходит железнодорожный мост, расположенный рядом с остановочным пунктом 472 км Свердловской железной дороги. После моста река поворачивает на восток и течёт сначала параллельно  железной дороге, затем на северо-восток, после чего впадает по правому берегу в реку Чёрную на высоте 256 метров над уровнем моря.

## Данные водного реестра
По данным государственного водного реестра России, река Малая Чёрная относится к Иртышскому бассейновому округу, речному бассейну Иртыша, речному подбассейну Тобола. Водохозяйственный участок — Исеть от истока до Екатеринбурга. Код объекта в государственном водном реестре — 14010500512111200002707.